# Herbert Beerbohm Tree
Herbert Beerbohm Tree (17 de diciembre de 1852-2 de julio de 1917) fue un actor y director teatral inglés.

## Vida y carrera
Su verdadero nombre era Herbert Draper Beerbohm, y nació en Kensington, Londres. Tree era segundo hijo de Julius Beerbohm, un empresario nacido en Lituania de ascendencia alemana, y de su mujer inglesa, Constantia Draper. Su medio hermano, más joven que él, fue el parodista y caricaturista Max Beerbohm.

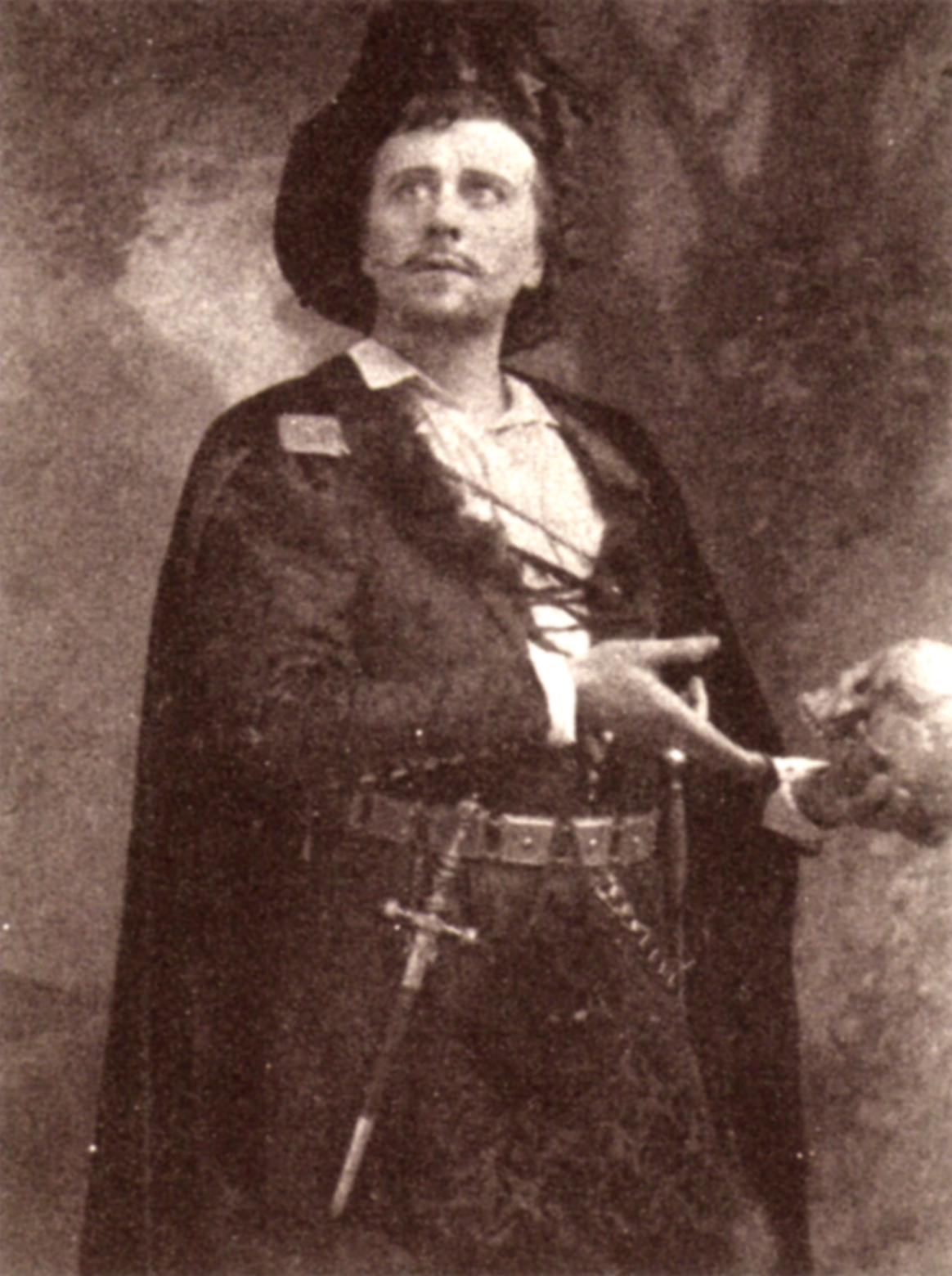
Tree como Hamlet en 1892.

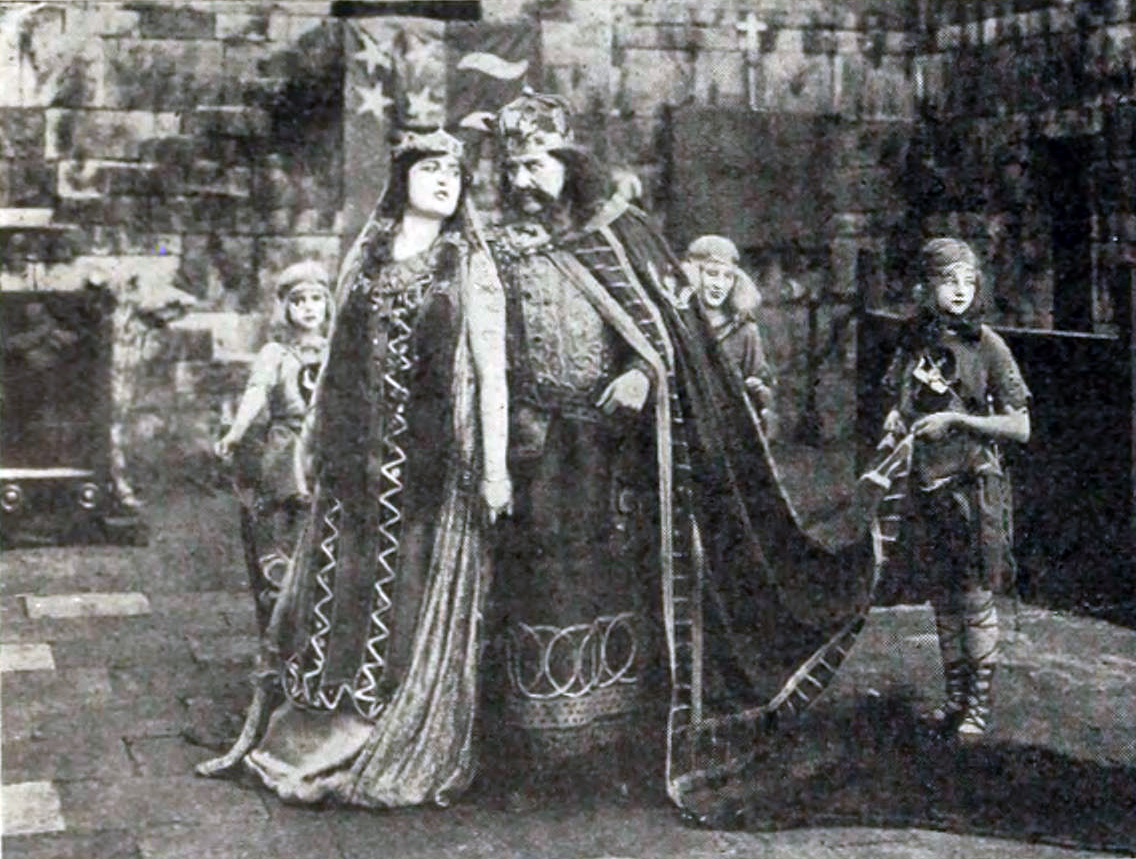
Macbeth en 1916.

Educado en Alemania, se inició en el teatro en 1876 a su vuelta a Inglaterra, actuando con compañías amateur. En 1878 fue Grimaldi en la obra de Dion Boucicault The Life of an Actress; poco después inició su carrera profesional. En los siguientes dos años actuó principalmente en provincias. Su primer éxito londinense llegó en 1884 con The Private Secretary, de Charles Hawtrey. En 1886 fue Yago con la compañía de F. R. Benson en Bournemouth.
En 1887 dirigía el Teatro Haymarket en el West End de Londres. Su trabajo consiguió que dicha sala recuperara su prestigio de mediados de la era victoriana. Aunque los melodramas populares al estilo de Trilby eran el centro de su repertorio, Tree también se dedicó al nuevo teatro asociado con Henrik Ibsen, representando obras tales como Una mujer sin importancia, de Oscar Wilde, o The Intruder, de Maurice Maeterlinck. Tree también produjo representaciones alabadas por la crítica de Hamlet y Las alegres comadres de Windsor. En 1889 puso en escena la pieza de Charles Haddon Chambers titulada The Tyranny of Tears.
Diez años más tarde contribuyó a financiar la construcción del Teatro Her Majesty, también en el West End. Interpretó muchos de los primeros papeles en sus propias producciones, entre las cuales se incluía el estreno de la obra de George Bernard Shaw Pygmalión, en 1914. El repertorio del nuevo teatro era al menos tan variado como el del Haymarket. El teatro se estrenó con una dramatización de The Seats of the Mighty, de Gilbert Parker. Dramatizaciones de novelas de Charles Dickens, León Tolstói, y otros formaron una parte significativa de los programas. Tree escenificó muchos de los dramas en verso de Stephen Phillips. El repertorio clásico incluía a Molière y otros. Pero el teatro fue sobre todo famoso por su trabajo con Shakespeare. Las producciones de Tree fueron un gran éxito económico; eran famosas, casi todas ellas, por su puesta en escena elaborada y a menudo espectacular. A este respecto, Tree continuó y perfeccionó la tradición realista de Charles Kean. En la última década de su carrera, el método experimental e histórico de William Poel y otros hizo que los espectáculos de Tree parecieran de alguna manera pasados de moda; aun así, sus producciones seguían teniendo buenos resultados económicos y de taquilla.

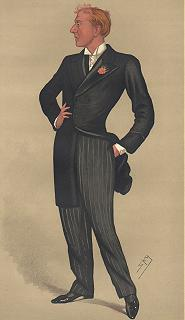
Tree, en las páginas de la revista Vanity Fair (1890).

Como actor, Tree destacaba por su versatilidad. Fue un actor de carácter capaz de adoptar estilos diversos e interpretó una gran variedad de papeles. Daba mucha atención al gesto y al porte. Las críticas sobre Tree a menudo se centraban en lo que se percibía como una aproximación al personaje excesivamente externa y superficial. Tree era alto y delgado, pero su voz no era fuerte, y a veces se le criticó por intentar proyectarla de un modo que hacía poco natural su interpretación. Quizás fue más famoso por papeles de excéntricos como Malvolio; en los grandes papeles trágicos fue superado por actores de más edad, tales como Henry Irving.

## Vida personal
Tree se casó con Helen Maud Holt (1863-1937), que actuaba como Lady Tree y a menudo trabajaba junto a él, en 1882. Sus hijas fueron Iris Tree, poeta y actriz, y Viola Tree, también actriz. Tree tuvo varios hijos con May Pinney, fuera del matrimonio, incluyendo al director cinematográfico Carol Reed y a Peter Reed, padre del actor Oliver Reed .
Además, fue abuelo del guionista de Hollywood y productor Ivan Moffat, y tatarabuelo de la actriz Georgina Moffat.
Tree dirigió y trabajó en unos filmes basados en un pasaje de una obra de Shakespeare: El rey Juan en 1899. Fundó la Royal Academy of Dramatic Art (RADA) en 1904 y fue nombrado caballero en 1909. También participó en una versión cinematográfica de Macbeth, en 1916, la cual se considera actualmente como un film perdido.
Herbert Beerbohm Tree falleció en Londres en 1917, a causa de una trombosis secundaria a cirugía.

## Discografía

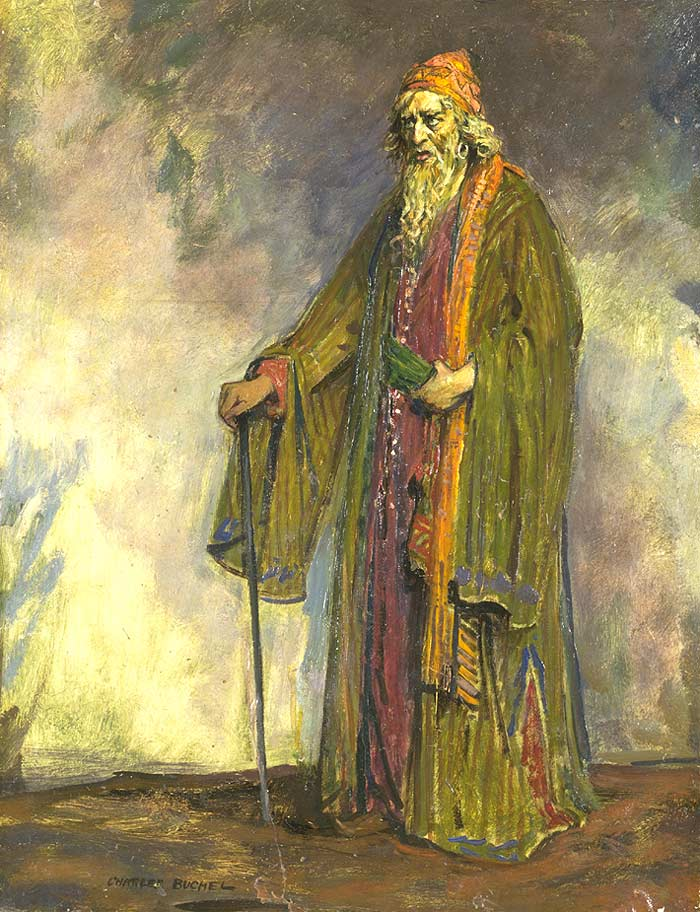
Tree en el papel de Shylock, pintado por Charles Buchel.

Tree grabó cinco discos de 10" para Gramophone Company (posteriormente llamada HMV) en 1906.
- 1312 Soliloquio de Hamlet - 'Ser o no ser' de Hamlet (Shakespeare) (3554/E162). (Ver Enlaces externos)
- 1313 Svengali hipnotiza a Trilby - 'The roof of your mouth is like the dome of the Pantheon' de Trilby (George du Maurier) (3751/E162).
- 1314 Lamento de Marco Antonio sobre el cuerpo de Julio César - 'Oh pardon me, thou bleeding piece of earth' de Julio César (Shakespeare) (3557/E161).
- 1315 Soliloquio de Ricardo II de Inglaterra - 'No matter where - of comfort no man speak' de Ricardo II (Shakespeare) (3556/E163).
- 1316 Discurso de Falstaff - 'Hal, if thou see me down in battle/'Tis not due yet...' de Enrique IV, parte 1 (Shakespeare) (3555/E161).